# Miguel Sandoval
Pour les articles homonymes, voir Miguel et Sandoval.
Miguel Sandoval, né le 16 novembre 1951 à Washington (district de Columbia), aux États-Unis, est un acteur américain.

## Biographie
Miguel Sandoval est né le 16 novembre 1951 à Washington (district de Columbia), aux États-Unis.

### Vie privée
Il est marié à Linda Sandoval. Ils ont une fille, Olivia Sandoval, également actrice.

## Carrière
Il est connu à la télévision pour son rôle du procureur Devalos dans la série Medium. 
Il joue ensuite le rôle du capitaine pompier Pruitt Herrera dans la série Grey's Anatomy : Station 19 et il tient le rôle de Frank Curry, le rédacteur en chef de Camille dans la mini-série Sharp Objects.
Au cinéma, il participe aux films : Sid et Nancy, La Mort en prime, Do the Right Thing, Jungle Fever, Sables mortels, Jurassic Park, Le Justicier : L'Ultime Combat, Danger immédiat, Get Shorty, Personnel et Confidentiel, The Crew, Blow, Human Nature, Dommage collatéral, Ballistic, The Mirror et Blood Father.
À la télévision, il fait plusieurs apparitions dans les séries : Rick Hunter, La Belle et la Bête, Le Rebelle, Loïs et Clark, Les Dessous de Palm Beach, Seinfeld, Le Caméléon, X-Files, Urgences, Alias, À la Maison-Blanche, Sept à la maison, New York, police judiciaire, Hawaii 5-0, Entourage et Grey's Anatomy.

## Filmographie

### Cinéma

#### Longs métrages
- 1982 : Timerider, le cavalier du temps perdu (Timerider: The Adventure of Lyle Swann) de William Dear : Emil
- 1984 : La Mort en prime (Repo Man) d'Alex Cox : Archie
- 1986 : Howard... une nouvelle race de héros (Howard the Duck) de Willard Huyck : Un barman
- 1986 : Sid et Nancy (Sid and Nancy) d'Alex Cox : Un producteur de la maison de disuqe
- 1987 : Straight to Hell d'Alex Cox : George
- 1987 : Walker d'Alex Cox : Parker French
- 1989 : Do the Right Thing de Spike Lee : Officier Ponte
- 1990 : The Gumshoe Kid de Joseph Manduke : Carl Ortega
- 1991 : Jungle Fever de Spike Lee : Officier Ponte
- 1991 : Ricochet de Russell Mulcahy : Vaca
- 1992 : Sables mortels (White Sands) de Roger Donaldson : Agent Ruiz, FBI
- 1993 : Jurassic Park de Steven Spielberg : Juanito Rostagno
- 1993 : Tueuse à gages (Quick) de Rick King : Vargas
- 1994 : Le Justicier : L'Ultime Combat (Death Wish V: The Face of Death) d'Allan A. Goldstein : Hector Vasquez
- 1994 : Danger immédiat (Clear and Present Danger) de Phillip Noyce : Ernesto Escobedo
- 1995 : Get Shorty de Barry Sonnenfeld : Mr Escobar
- 1995 : Fair Game d'Andrew Sipes : Emilio Juantorena
- 1995 : The Crash (Breach of Trust) de Charles Wilkinson : Carlo Sanchez
- 1996 : Personnel et Confidentiel (Up Close & Personal) de Jon Avnet : Dan Duarte
- 1996 : Mrs. Winterbourne (Mrs. Winterbourne) de Richard Benjamin : Paco
- 1996 : Scorpion Spring de Brian Cox : Un homme
- 1997 : Et Hjørne af paradis de Peter Ringgaard : Don Diego
- 1998 : Un privé à L.A. (Where's Marlowe?) de Daniel Pyne : Skip Pfeiffer
- 1998 : Three Businessmen d'Alex Cox : Bennie
- 2000 : Air Bud 3 (Air Bud: World Pup) de Bill Bannerman : Coach Montoya
- 2000 : Ce que je sais d'elle... d'un simple regard (Things You Can Tell Just by Looking at Her) de Rodrigo García : Sam (segment Fantasmes sur Rebecca)
- 2000 : Panic d'Henry Bromell : Détective Larson
- 2000 : Atterrissage forcé (Flight of Fancy) d'Arne Skouen : Frank
- 2000 : The Crew de Michael Dinner : Raul Ventana
- 2001 : Blow de Ted Demme : Augusto Oliveras
- 2001 : Human Nature de Michel Gondry : Wendall
- 2002 : Dommage collatéral (Collateral Damage) d'Andrew Davis : Joe Phipps
- 2002 : Ballistic (Ballistic: Ecks vs. Sever) de Wych Kaosayananda : Julio Martin
- 2002 : Black Point (en) de David Mackay : Malcolm
- 2004 : Puerto Vallarta Squeeze d'Arthur Allan Seidelman : Colonel Rivera
- 2005 : Nine Lives de Rodrigo García : Ron
- 2005 : Marilyn Hotchkiss' Ballroom Dancing and Charm School de Randall Miller : Matthew Smith
- 2005 : Crazy Love d'Ellie Kanner : Bill Johansen
- 2007 : Tortilla Heaven de Judy Hecht Dumontet : Gil Garcia
- 2008 : Bottle Shock de Randall Miller : Mr Garcia
- 2009 : Spoken Word de Victor Nuñez : Emilio
- 2009 : Repo Chick d'Alex Cox : Arizona Gray
- 2014 : The Mirror (Oculus) de Mike Flanagan : Dr Shawn Graham
- 2014 : La Légende de Manolo (The Book of Life) de Jorge R. Gutierrez : Le Capitaine du pays du souvenir (voix)
- 2014 : Sun Belt Express d'Evan Buxbaum : Ramon Velazquez
- 2016 : Blood Father de Jean-François Richet : Arturo Rios
- 2016 : Eternity Hill d'Alex Feldman et Marc Jozefowicz : Dr Elias
- 2022 : The Grotto de Joanna Gleason : Richie

#### Courts métrages
- 2005 : Coffee Clutch de Joel Marshall et Irfan Merchant : Un homme
- 2007 : The Killer de David Andrew Nelson : Le tueur
- 2011 : Deep Blue Breath de Patricia Cardoso : Dr Smith

### Télévision

#### Séries télévisées
- 1982 : Voyages au bout du temps (Voyagers!) : Ned Dawson
- 1982 : Les Enquêtes de Remington Steele (Remington Steele) : Le médecin urgentiste
- 1984 : Une intime conviction (Fatal Vision) : Un homme
- 1986 : Hôtel : Un reporter
- 1987 : Texas police (Houston Knights) : Tony Ortega
- 1988 : Hôpital St Elsewhere (St. Elsewhere) : Mr Heath
- 1989 : Rick Hunter (Hunter) : Augustine Rojas
- 1990 : Docteur Doogie (Doogie Howser, M.D.) : L'ophtalmologiste
- 1990 : Matlock : Carlos "Carl" Berman
- 1990 : La Belle et la Bête (Beauty and the Beast) : Jerry
- 1990 : DEA : Rafael Cordera
- 1991 : CBS Schoolbreak Special : Mr Acosta
- 1991 : Jack Killian, l'homme au micro (Midnight Caller) : Nathan Dread
- 1991 : Confusion tragique (Switched at Birth) : Dr Benito Rojas
- 1991 : The Trials of Rosie O'Neill : Jesse
- 1992 : La Loi de Los Angeles (L.A. Law) : Alvaro Campos
- 1992 : Guerres privées (Civil Wars) : Juge Felix Silva-Pures
- 1992 : The Golden Palace : Ramone
- 1992 : Le Rebelle (Renegade) : Hector Ortega
- 1993 : Loïs et Clark : Les Nouvelles Aventures de Superman (Lois & Clark: The New Adventures of Superman) : Eduardo
- 1994 : Les Dessous de Palm Beach (Silk Stalkings) : Ramon Vargas
- 1994 : New York Police Blues (NYPD Blue) : Mr Beltran
- 1994 : Rebel Highway : Papito "Lucky" Alvarez
- 1995 : Fallen Angels : Détective Ybarra
- 1995 : The Marshal : Marshal Lester Villa-Lobos
- 1996 : Murder One : Roberto Portalegre
- 1996 : Papa bricole (Home Improvement) : Mr Jennings
- 1996 - 1997 : L.A. Firefighters : Bernie Ramirez
- 1997 : L'Antre de Frankenstein (House of Frankenstein 1997) : Détective Juan "Cha Cha" Chacon
- 1997 : Players, les maîtres du jeu (Players) : General Simon Lott
- 1997 - 1998 : Seinfeld : Marcelino
- 1998 : Le Caméléon (The Pretender) : Manny Alomar
- 1998 : Frasier : Mr Martin
- 1998 : Ultime Recours (Vengeance Unlimited) : Général Rumano
- 1998 : Maximum Bob : Rudolfo Esquival
- 1998 : Jenny : Diego Machado
- 1999 : New York, police judiciaire (Law and Order) : Professeur Clémente
- 1999 : Superman, l'Ange de Metropolis (Superman: The Animated Series) : Un médecin (voix)
- 1999 - 2000 : Batman, la relève (Batman Beyond) : Mendez / Bennie / Dr Blades (voix)
- 2000 : Urgences (ER) : Mr Perez
- 2000 : Washington Police (The District) : Herman Castillo
- 2000 / 2002 : Static Choc (Static Shock) : Principal Aguilar (voix)
- 2000 - 2005 : Jackie Chan (Jackie Chan Adventures) : El Toro Fuerte (voix)
- 2000 / 2008 : Unité 9 (Level 9) : Santoro Goff
- 2001 : X-Files : Aux frontières du réel (The X-Files) : Martin Ortega
- 2001 : Alias : Anthony Russek
- 2001 : Le Projet Zeta (The Zeta Project) : Dr Arroyo (voix)
- 2001 : Division d'élite (The Division) : Reyes
- 2001 : À la Maison-Blanche (The West Wing) : Victor Campos
- 2001 : Sept à la maison (7th Heaven) : Ramon Reyes
- 2001 : Les âmes damnées (All Souls) : Dr. Juan Antonio Marquez / John Doe
- 2002 : The Court : Justice Martinez
- 2003 : |Le Cartel (Kingpin) : Tio Beto
- 2003 - 2004 : Shérifs à Los Angeles (10-8: Officers on Duty) : Capitaine Otis Briggs
- 2004 : Batman (The Batman) : Un voyou (voix)
- 2004 : Les Héros d'Higglyville (Higglytown Heroes) : Un peintre (voix)
- 2005 / 2007 : The Boondocks : Un journaliste espagnol (voix)
- 2005 - 2011 : Medium : Manuel Devalos
- 2007 : El Tigre : Les Aventures de Manny Riviera (El Tigre: The Adventures of Manny Rivera) : Golden Leon (voix)
- 2008 : Ben & Izzy : Ibn Firnas (voix)
- 2009 : The Closer : L.A. enquêtes prioritaires (The Closer) : Mario Gomez
- 2010 - 2011 : Entourage : Carlos
- 2011 : Generator Rex : Oso Martelo (voix)
- 2012 : 1600 Penn : Enrique Desoto
- 2012 / 2019 : Grey's Anatomy : Hank / Pruitt Herrera
- 2013 : Hawaii 5-0 (Hawaii Five-0) : Luis Braga
- 2014 : Dallas : El Pozolero
- 2014 : Georges le petit curieux (Curious George) : Oncle Enrique (voix)
- 2014 : Futurestates : Galindo
- 2014 - 2015 : Bad Judge : Juge Hernandez
- 2016 : Dirk Gently, détective holistique (Dirk Gently's Holistic Detective Agency) : Colonel Scott Riggins
- 2018 : Sharp Objects : Frank Curry
- 2018 - 2020 : Grey's Anatomy : Station 19 (Station 19) : Pruitt Herrera
- 2020 : Social Distance : Oncle Tony
- 2020 - 2021 : Solar Opposites : Enrique (voix)
- 2022 : Barry : Fernando
- 2023 : La Diplomate (The Diplomat) : Miguel Ganon, secrétaire d’État américain
- 2023 : This Fool : Leo

#### Téléfilms
- 1985 : La griffe de l'assassin (Badge of the Assassin) de Mel Damski : Francisco Torres
- 1989 : Retour de l'au-delà (From the Dead of Night) de Paul Wendkos : Un policier
- 1990 : Dangerous Passion de Michael Miller  : Sergent Hidalgo
- 1990 : El Diablo (TV) de Peter Markle : Zamudio
- 1992 : Ned Blessing: The True Story of My Life de Peter Werner : Bruto demi-langue
- 1994 : Girls in Prison de John McNaughton : Lucky
- 1994 : Deux coupables pour un crime (Confessions: Two Faces of Evil) de Gilbert Cates : Chef Naranjo
- 1994 : The Cisco Kid (en) de Luis Valdez : Hidalgo
- 1994 : Green Dolphin Beat de Tommy Lee Wallace : Capitaine Juan Garcia
- 1994 : Dancing with Danger de Stuart Cooper : Boris Chowder
- 1995 : Texas de Richard Lang : Général Cos
- 1998 : The Fixer de Charles Robert Carner : Maire Melendez
- 1998 : Le Secret de la route 9 (Route 9) de David Mackay  : Jesse Segundo
- 1999 : Appartement 17 : L'antre de l'enfer (The Apartment Complex) de Tobe Hooper : Détective Duarte
- 2000 : Sans laisser de trace (Thin Air) de Robert Mandel : Santiago
- 2000 : Pour l'amour ou la patrie : l'histoire d'Arturo Sandoval (For Love or Country: The Arturo Sandoval Story) de Joseph Sargent : Osvaldo
- 2001 : Wild Iris de Daniel Petrie : Ramando Galvez
- 2002 : Cadence (Gotta Kick It Up!) de Ramón Menéndez : Principal Zavala

## Voix françaises
En France, Philippe Catoire est la voix régulière de Miguel Sandoval.
En France
| - Philippe Catoire dans (les séries télévisées) : - Médium - Entourage - Grey's Anatomy : Station 19 - Grey's Anatomy (2e voix) - Marc Alfos (*1956 - 2012) dans : - The Crew - Dommage collatéral - Érik Colin (*1947 - 2013) dans (les séries télévisées) : - Shérifs à Los Angeles - Grey's Anatomy (1re voix) | Et aussi - Gilbert Lévy dans Le Justicier : L'Ultime Combat - Mostéfa Stiti dans Danger immédiat - Robert Darmel dans Personnel et Confidentiel - Philippe Dumat (*1925 - 2006) dans Murder One (série télévisée) - François Siener dans Jackie Chan (voix) - Jean-Louis Rugarli dans Human Nature - Richard Leblond (*1944 - 2018) dans Alias (série télévisée) - Mathieu Lagarrigue dans Blood Father - Jean-Paul Landresse (Belgique) dans Dirk Gently, détective holistique (série télévisée) - Michel Laroussi dans Sharp Objects (mini-série) - Michel Voletti dans Social Distance (mini-série) - Jérémie Covillault dans Barry (série télévisée) - Michel Dodane dans La Diplomate (série télévisée) |